# Mi último fracaso
Mi último fracaso es una película documental de Argentina filmada en colores dirigida por Cecilia Kang sobre su propio guion escrito en colaboración con Virginia Roffo que se estrenó el 7 de enero de 2017.

## Sinopsis
Las relaciones sentimentales de tres mujeres de la colectividad coreana en la Argentina sirven para mostrar las distintas maneras en que la identidad cultural afecta nuestras decisiones más íntimas.

## Reparto
Intervienen en el filme:
- Catalina Kang
- Cecilia Kang
- Ran Kim

## Críticas
Juan Pablo Cinelli en Página 12 opinó:

”...lo que propone la directora… es un registro íntimo de un universo femenino infrecuente no sólo dentro del cine argentino sino, de un modo más amplio, dentro de lo que se entiende por “ser argentino” …un retrato acerca del rol de la mujer en su cultura de origen, la coreana.

Gabriela López Zubiría en el sitio web hacerselacritica.com escribió:

” es un recorrido amoroso por el universo femenino que rodea a la directora … Cada uno de esos momentos forman parte del universo anecdótico en el que la película transcurre, mientras sobrevuela la tradición, las expectativas familiares, el rol de la mujer en la comunidad, la identidad, la nacionalidad y la pertenencia, sin profundizar demasiado en ninguno de ellos. Así y todo, el resultado es una película pequeña, amorosa, querible, como si nos asomáramos a la intimidad de esa familia mirando algunas fotos…La cámara se centra, especialmente, en dos personajes de la vida de la directora: Ran, su profesora de pintura de la niñez, y Catalina, su hermana mayor; ellas comparten el hecho de ser profesionales -y vivir del ejercicio de esa profesión- y el no haberse casado. Y es este último el gran tema de la película: las relaciones y lo que se espera de las mujeres en el seno de la colectividad.

Nicolás Feldmann Cambours en el sitio web proyectorfantasma.com dijo:

”...un documental sobre la comunidad coreana en Buenos Aires, exhibiendo las tradiciones y características singulares que hacen de este colectivo uno de los más arraigados en cuanto a la conservación de sus costumbres…el film se reparte constantemente entre Seúl y Buenos Aires, haciendo hincapié en los distintos conflictos de este grupo de mujeres marcadas por el rol femenino que ocupan en su cultura, como así también en la relación de sus tradiciones con el mundo occidental...cada historia narrada en primera persona funciona como una suerte de homenaje al universo femenino que rodea y enorgullece a la directora, al mismo tiempo que le ayuda a definirse a sí misma.